# Steve Ouimette
Stephen Ouimette (Steve Ouimette) nacido el 18 de junio de 1968 es un galardonado guitarrista.

## Biografía
Steve Ouimette (18 de junio de 1968) es un guitarrista, artista, compositor y productor Estadounidense. Ha creado composiciones para videojuegos como: Guitar Hero III y Guitar Hero: Aerosmith y ha hecho contribuciones en Guitar Hero World Tour. Hasta la fecha ha creado casi dos docenas de canciones como la versión en metal del clásico The Devil Went Down to Georgia de The Charlie Daniels Band y una reedición del clásico de Navidad “We Three Kings“.

## Trabajo Reciente
Anunciado en el espectáculo de 2008 E3 en Santa Mónica, Steve produjo y editó las 40 pistas para el próximo título de Konami: "Rock Revolution". Recientemente ha creado un grupo como solista que lleva su nombre, en el que a pesar de haber muchos covers, se hace patente la diversidad de géneros con los que trabaja. También ha creado un gran variedad de material de sonido para empresas como Microsoft, AOL, Digital Chocolate y HBO.

## Futuro y vida
Steve Ouimette continua su búsqueda musical única y creativa creando instrumentos únicos y buscando instrumentos extraños olvidados por el paso del tiempo como por ejemplo el Guitarviol y la Marx-o-Chime.
Entre sus actividades también figura la de crear música para los videojuegos, el cine y la televisión.También escribe mensualmente una columna para la Premier Guitar Magazine llamada “You can’t do that” (Tu no puedes hacer eso).

## Estudios
Steve tiene una licenciatura en rendimiento y composición de música en la Universidad Estatal de California en Hayward.